# Brug 1901
Brug 1901 is een bouwkundig kunstwerk in Amsterdam-West.
De voet- en fietsbrug vormt de verbinding tussen de Haarlemmer Houttuinen en het Bickerseiland (Hollandse Tuin). Ze ligt als een soort westelijke kade langs de Korte Prinsengracht en het Westerdok. De Haarlemmer Houttuinen werden door het dijklichaam van de spoorbaan Amsterdam CS - Sloterdijk ten oosten van Tussen de Bogen afgesneden van de Westelijke Eilanden. Bewoners moesten flink omrijden om op het Bickerseiland te komen; bovendien waren dat drukke en nauwe verkeerswegen zodat besloten werd voor langzaam verkeer een aparte doorgang te creëren.
De brug werd in 1982 gebouwd naar een ontwerp van zelfstandig architect Dirk Sterenberg in opdracht van de Dienst der Publieke Werken. De brug kreeg een belastingklasse tot 400 kg per m² mee. De brug werd neergezet op een fundering van stalen buispalen, die later werden gevuld met bewapening en beton. Omdat de brug deels onder een spoor- en verkeersbrug moest komen, was normaal heien geen optie. Op de palen liggen jukken. In augustus begon het “heien”  en in december 1982 was aannemer Strukton, die was ingeschakeld in verband met de spoorbrug, klaar. De brug begint in het zuiden als recht, maar maakt om aan te sluiten op de kade van het Westerdok een bocht. Dit had tot gevolg dat er voor de overspanning voor het rechte stukken liggers van gelijke lengte gebruikt konden worden, maar dat de bocht diverse afmetingen van liggers nodig had. Het brugdek is van hout. De brug heeft vier bakstenen penanten met basaltbetonnen dekstenen. De brug is opvallend kleurrijk in blauw en rood; deze kleuren werden al in de werkplaats aangebracht omdat het ter plekke moeilijk schilderen is. Die kleuren benadrukken deze brug des te meer omdat zij ligt onder een grijze betonnen verkeersbrug brug 95, die in de loop der jaren werd gezien als een van de lelijkste bruggen in de stad (in 2017 waren er voorstellen de brug te slopen).
Sterenberg vermeldde op de tekening dat hij graag zag dat er op een van de noordelijke penanten een plastiek zou worden geplaatst, maar dat idee werd niet overgenomen.
<<< · 1900 · 1901 · 1902 · 1904 · 1906 · 1907 · 1908 · 1909 · 1910 · 1911 · 1913 · 1914 · 1915 · 1916 · 1917 · 1919 · 1920 · 1922 · 1923 · 1925 · 1927 · 1929 · 1930 · 1931 · 1932 · 1933 · 1935 · 1936 · 1937 · 1938 · 1939 · 1940 · 1941 · 1942 · 1944 · 1945 · 1946 · 1947 · 1948 · 1949 · 1950 · 1951 · 1952 · 1953 · 1954 · 1955 · 1956 · 1957 · 1958 · 1959 · 1960 · 1961 · 1962 · 1963 · 1964 · 1965 · 1966 · 1967 · 1968 · 1969 · 1970 · 1971 · 1972 · 1973 · 1974 · 1975 · 1976 · 1977 · 1978 · 1979 · 1980 · 1981 · 1982 · 1983 · 1984 · 1985 · 1986 · 1987 · 1988 · 1989 · 1990 · 1991 · 1992 · 1993 · 1994 · 1995 · 1996 · 1997 · 1998 · 1999 · >>>
Brugnummers 1903, 1905, 1912, 1918, 1921, 1924, 1926, 1928, 1934, 1943 zijn niet (meer) in gebruik (januari 2021)